# Marica Branchesi
Marica Branchesi (Urbino, 7 maart 1977) is een Italiaanse astrofysicus. Haar wetenschappelijke bijdragen zijn bepalend geweest voor de ontdekking van zwaartekrachtgolven met Virgo en LIGO.
In 2018 plaatste Time Magazine haar op de lijst van 100 meest invloedrijke mensen ter wereld.
- Gemeinsame Normdatei: 1303175282
- Istituto Centrale per il Catalogo Unico: UBOV685571
- Système universitaire de documentation: 248091425
- Virtual International Authority File: 60159697563303310100